# CANDY CANDY
「CANDY CANDY」（キャンディー・キャンディー）は、きゃりーぱみゅぱみゅの2作目のシングル曲。2012年4月4日にワーナーミュージック・ジャパンから発売された。同名の表題曲は中田ヤスタカが作詞作曲を担当し、MVは80年代アイドルをイメージしたものとなっている。

## 収録曲
（全作詞・作曲・編曲：中田ヤスタカ）
1. CANDY CANDY [3:50]
  - 江崎グリコ「BREO」CMソング
  - 関西テレビ・フジテレビ系『キャサリン』エンディングテーマ曲[4]
2. でもでもまだまだ [4:11]
3. ちょうどいいの（extended mix） [4:23]

初回限定盤（フォトブック仕様）と通常盤の2形態で発売された。

## ミュージック・ビデオ
きゃりーぱみゅぱみゅが1980年代のアイドルとして歌番組に出演するという設定の、ストーリー性を重視したMVとなっている。まず冒頭で、「ドジっ娘アイドル」という設定のきゃりーが食パンを咥えながら住宅街を全力疾走してゆく（これが「遅刻」の暗示だというのは日本人の共通認識である）。そのステージ衣装のままきゃりーは歌番組のスタジオに飛び込み、ステージが始まる。次いでリハーサルの間、きゃりーはお面をつけた影武者のダンサーにステージを任せて休憩に入るが、本番が始まっても影武者がステージから降りないことに怒り、影武者にドロップキックを喰らわせる。監督の田向曰くこのシーンが最大の見せ場であり、 きゃりーはここで一番苦戦したという。
ビデオの企画段階で、きゃりーは田向に「ザ・ベストテンっていいよね〜」と、この80年代を代表する歌番組に出ていた岡田奈々や河合奈保子のようなことをやりたいと伝えた。（きゃりーは音楽好きの父親から当時のアイドルについてよく聞かされていた。）これに従いきゃりーの衣装は、本人の希望をかなり取り入れつつ、上は赤いスパンコールのセーラー服、下はデザイナーがほぼ徹夜しながら丸10日かけ作ったというウレタン素材の立体的なスカート、そして頭にもウレタン素材で作られた巨大リボンという「ミンキーモモやクリィミーマミなんかの80年代の魔女っ娘アイドル」を意識したデザインに仕上がった。時折登場するマスコット風のタマネギは、「ザ・ベストテン」で司会をつとめ、その髪型から「タマネギ頭」で知られる黒柳徹子をイメージしたものである。他にも機関銃を乱射するシーンが「セーラー服と機関銃」のパロディであるなど、1980年代を意識したネタが配されている。また、このシーンで挿入される劇画調のイラストは、監督の田向がさいとう・たかをの絵を参考に描き下したものである。
このミュージックビデオの撮影には25時間を要した。スタッフ、出演者は次の通り。
- 演出・監督 - 田向潤[3]
- 美術装飾 - 増田セバスチャン[3]
- スタイリスト - 飯嶋久美子[3]
- コレオグラファー - まいこ
- 影武者 - カイト（ポッピングで世界一になったダンサーであり、まいこの夫）

## カバー曲
インドネシアの人気バンド Pee Wee Gaskins はきゃりーぱみゅぱみゅのファンを公言しており、2013年にこの曲のカバー曲を発表した。